# Shahab Hosseini
Seyed Shahabedin Hosseini Tonekabani (سید شهاب‌الدین حسینی تنکابنی; født Shahab Hosseini 4. marts 1974) er fra Tonekabon og er kendt som skuespiller i både iranske tv-serier og film. Han har også været vært for iranske shows. Shahab Hosseini er en succesfuld og populær skuespiller i Iran.
På det internationale plan har Shahab Hosseini i 2016 vundet guldpalmen i Filmfestivalen i Cannes for sin rolle Emad i Asghar Farhadi film "The Salesman", i 2011 vandt han en Sølvbjørn ved Filmfestivalen i Berlin som den bedste mandlige skuespiller for filmen "A Separation".

## Opvækst og baggrund
Shahab Hosseini er født i Teheran og er det ældste barn af en søskendeflok på 3 børn. Før han beskæftigede sig med skuespillets verden, var han psykologstuderende på Teherans universitet. Mens han var studerende, besluttede han sig for at emigrere til Canada. Derfor droppede han ud af sin uddannelse halvvejs. Ved tilfældighed bliver han valgt til en rolle på teatret.   
Derefter startede han sin karriere i medie-, film- og teaterbranchen gennem en mindre rolle på et teater, og senere optrådte han som radiovært. Siden har det udviklet sig til stor succes med hans skuespil i den iranske film- og teaterverden.